# Amboy (Washington)
Pour les articles homonymes, voir Amboy.
Amboy  est une census-designated place américaine de l'État de Washington dans le comté de Clark. 
La population était de 1 608 habitants en 2010.